# Golpe de Estado del 18 brumario Dominicano
El golpe de Estado del 18 brumario Dominicano, perpetrado el 9 de junio de 1844, constituye el primer golpe de Estado militar registrado en la historia de la República Dominicana, orquestado por oficiales del Ejército afiliados a la facción de los filorios y al Batallón Africano, encabezados por Juan Pablo Duarte, José Joaquín Puello Castro y Santiago Basora, con el propósito de derrocar al presidente de la Junta Central Gubernativa, José María Caminero, y desalojar a Tomás Bobadilla, vocal de dicha institución.
Los oficiales se trasladaron desde la Fortaleza Ozama hasta la sede de la Junta Gubernativa y accedieron al Palacio de Borgellá. Mediante la intervención de Manuel Jimenes, obligaron a la institución a reconocer la legitimidad del golpe militar. Con excepción de Bobadilla y del propio Caminero, todos los miembros de la Junta de Gobierno respaldaron el golpe y permanecieron en sus cargos. Además, se incorporaron nuevos integrantes, entre ellos Juan Isidro Pérez y Pedro Alejandro Pina, reconocidos filorios y amigos del general Duarte.
Este acontecimiento dio origen a la formación de una nueva Junta, inicialmente encabezada por el general Jimenes bajo la influencia de Duarte, aunque posteriormente fue reemplazada por Francisco del Rosario Sánchez el 18 de junio de 1844, sin perder la influencia del caudillo de los filorios.
El nombre del golpe militar fue acuñado por el cónsul de Francia, Eustache Juchereau de Saint-Denys, en alusión al golpe de Estado del 18 de brumario llevado a cabo por Napoleón Bonaparte. Cabe destacar que este fue el primero de tres golpes de Estado ocurridos en la República Dominicana durante 1844: poco después, el 4 de julio, se produjo el pronunciamiento de Duarte como presidente en Santiago contra la Junta, y posteriormente, el golpe de Estado de Santana del 13 de julio de 1844.
La historiografía tradicional sostiene que el golpe de Estado del 9 de junio de 1844 fue una asonada patriótica contra el proyecto de protectorado francés. Sin embargo, un análisis más reciente sugiere que dicho golpe no representó una manifestación patriótica, sino una lucha interna por el poder entre facciones que, en última instancia, buscaban garantizar el protectorado francés en el país.

## Antecedentes

### El independentismo y el protectorado

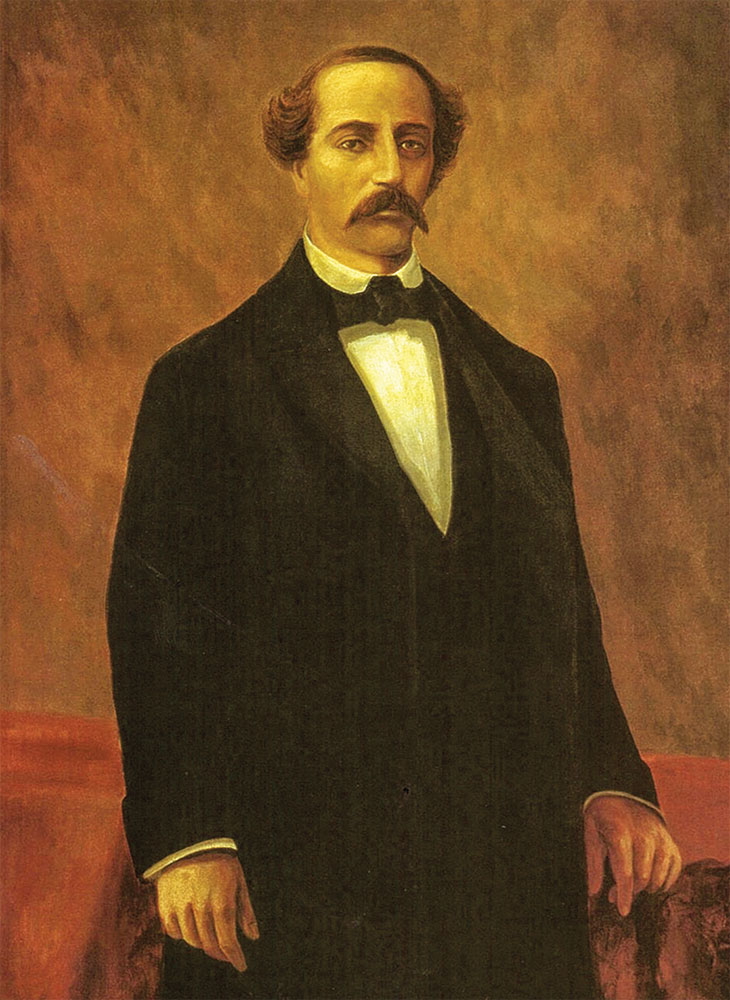
Retrato de Juan Pablo Duarte (1887). Obra de Alejandro Bonilla.

Uno de los principales actores políticos de la reforma haitiana de 1843 en la parte española fue Juan Pablo Duarte Díez, jefe de la Guardia Nacional haitiana de la ciudad de Santo Domingo. En 1838, fundó La Trinitaria, una logia política diseñada para liberar Santo Domingo de Haití, que lo dominaba desde 1822. A inicios de 1843, su movimiento —integrado por los llamados filorios o duartistas— contaba con muy pocos adeptos. Ante esta limitación, su tío, José Díez Jiménez, señaló la necesidad de reclutar nuevos partidarios para alcanzar la independencia de Santo Domingo. Con ese propósito, José Díez reclutó personalmente a los hermanos Puello —Eusebio, José Joaquín y Gabino—, oficiales de raza negra que habían prestado servicio a Haití bajo el régimen de Jean-Pierre Boyer. Asimismo, Juan Pablo Duarte incorporó a Ramón Santana, a quien nombró coronel de las tropas de la villa del Seybo, a pesar de que éste sugería que su hermano, Pedro Santana —terrateniente y acérrimo enemigo de los haitianos— era más idóneo para el cargo.
El 15 de junio de 1843, el Gobierno provisional haitiano convocó elecciones municipales para elegir a los diputados que conformarían la Asamblea Constituyente Haitiana en la ciudad de Puerto Príncipe. En la parte española, ganaron los independentistas dominicanos, sin declararse abiertamente para evitar la atención haitiana, se alzaron en Santo Domingo, Baní, Santiago de los Caballeros, San Francisco de Macorís, Cotuy, Higüey y el Seybo, tomando el control de los ayuntamientos. Impulsados por el entusiasmo, depusieron a los comandantes militares haitianos en diversas localidades, llegando muchos a afirmar que el siguiente paso sería la separación de Haití. Sin embargo, las actividades separatistas fueron delatadas a las autoridades de Puerto Príncipe por dominicanos pro-haitianos. Ante esta situación, el nuevo presidente haitiano, Charles Rivière-Hérard, encabezó la ocupación militar de los departamentos del Cibao y Ozama con el fin de disolver el movimiento.
El 12 de julio de 1843, Charles Hérard arribó a la capital y paralizó la conspiración, arrestando a los líderes más visibles —entre ellos el filorio Ramón Matías Mella y los hermanos Santana, quienes llegarían a escapar—. Durante diecinueve días, el capitán Duarte permaneció oculto, pero para evadir la persecución, abandonó la isla clandestinamente el 2 de agosto de 1843 junto a Juan Isidro Pérez y Pedro Alejandro Pina, refugiándose en La Guaira, Venezuela.
El movimiento independentista continuó sin Duarte, aunque sus compañeros mantenían la esperanza de su regreso acompañado de recursos armamentísticos. El 15 de noviembre de 1843, su hermano Vicente Celestino Duarte y el filorio Francisco del Rosario Sánchez le enviaron una carta en la que le instaban a traer armas, desembarcar en el puerto de Guayacanes en diciembre y actuar con cautela respecto a Ramón Mella, a quien calificaban de ambicioso e imprudente. Mientras tanto, en su ausencia, primero Mella y luego Francisco Sánchez se aliaron con el jurista Tomás Bobadilla y Briones, exboyerista y representante de los intereses de la burguesía mayoritaria que apoyaba la separación.
En diciembre de 1843 se puso en marcha un ambicioso proyecto de protectorado francés para Santo Domingo. El diputado azuano Buenaventura Báez, junto a otros representantes de la parte española —Manuel María Valencia, Remigio del Castillo, Francisco Javier Abreu, Tejera, M. A. Rojas y el padre José Santiago Díaz de Peña— le fue dicho por el cónsul general del Reino de Francia en Haití, André Nicolas Levasseur, de que el país se transformaría en una república independiente protegida por Francia y gobernada por un gobernador general designado por la corona francesa si se aceptaba el proyecto.
Esta iniciativa, presentada el 15 de diciembre de 1843, ya había despertado interés en altos círculos. El padre Tomás de Portes e Infante, vicario general de la arquidiócesis de Santo Domingo, mantenía desde 1840 contactos con Levasseur, puesto que Luis Felipe I de Francia había ordenado la devolución a la Iglesia católica de los bienes confiscados durante la revolución francesa. Esto resultaba especialmente relevante en Santo Domingo, donde la Iglesia había perdido sus propiedades durante la ocupación haitiana. La noticia de esta negociación se difundió rápidamente: Valencia la transmitió a un amigo en Baní a fines de noviembre, y en diciembre el filorio José María Serra de Castro se desplazó a la capital para informar a Sánchez, Jacinto de la Concha y a otros filorios que los baecistas declararían la independencia el 25 de abril de 1844, lo que impulsó un consenso para adelantar el pronunciamiento independentista, fijándose el 27 de febrero de 1844 a las 11 de la noche.Por consiguiente, los baecistas emitieron un manifiesto el 1 de enero de 1844 en Azua, justificando la separación bajo el amparo de Francia. Paralelamente, el 16 de enero Tomás Bobadilla, apoyado por su propia facción y los filorios, publicó la Manifestación de los pueblos del Este de la Isla antes Española o de Santo Domingo, sobre las causas de su separación de la República Haitiana y se esbozaban los caracteres culturales esenciales de la dominicanidad. Este documento sentó los principios básicos del nuevo Estado, proclamado independiente el 27 de febrero de 1844 durante el pronunciamiento de Santo Domingo.

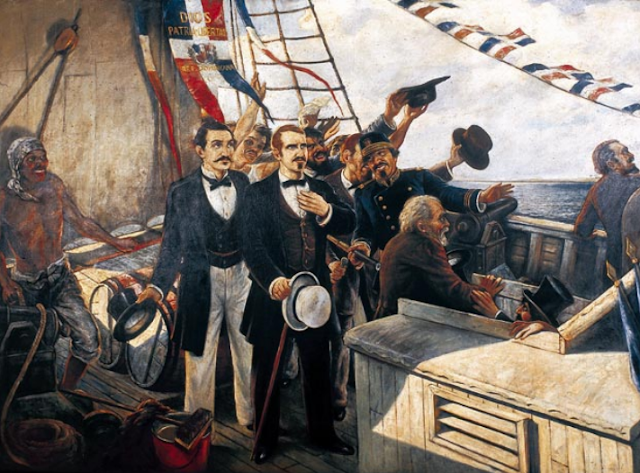
Regreso de Duarte a la Patria Libre (1944). Obra de Enrique García-Godoy.

El 1 de marzo de 1844 se instauró la Junta Central Gubernativa, una institución de gobierno colegiado que concentraba todos los poderes y que, en efecto, operaba como una dictadura provisional fundamentada en el manifiesto del 16 de enero de 1844. Al día siguiente, la Junta Gubernativa, presidida por el doctor Bobadilla, ordenó la búsqueda del caudillo de los filorios, Duarte, junto con sus colegas Pérez y Pina. El 15 de marzo de 1844, estos tres regresaron a la capital cargados de armas adquiridas en Curazao, siendo recibidos con gran júbilo. Duarte fue designado de inmediato como general de brigada del Ejército Libertador, vocal de la Junta de Gobierno y, al día siguiente, nombrado comandante del departamento de Santo Domingo. En el relato Sucesos políticos 1838-1845 (atribuido a Manuel Joaquín del Monte) se señala que la única caja desembarcada de la goleta contenía fusiles inservibles.

### Descontento del general Duarte con la Junta
Previamente, el 13 de marzo de 1844 Pedro Santana, jefe del Ejército del Sur, se dirigió a la frontera Sur, donde derrotó a las fuerzas haitianas encabezadas por el líder haitiano Charles Hérard en la batalla del 19 de marzo. No obstante, poco tiempo después ordenó la evacuación de la ciudad, que fue posteriormente ocupada por tropas haitianas. Esta retirada se debió, en parte, a la inferioridad numérica y militar de los insurgentes dominicanos, así como a la desesperada falta de armamento. El 21 de marzo, ante la necesidad de contar con otro oficial superior que pudiera sustituir al general Santana o colaborar con él en la defensa del país, la Junta Central Gubernativa determinó encomendar dicha misión a Juan Pablo Duarte, quien partió al día siguiente.

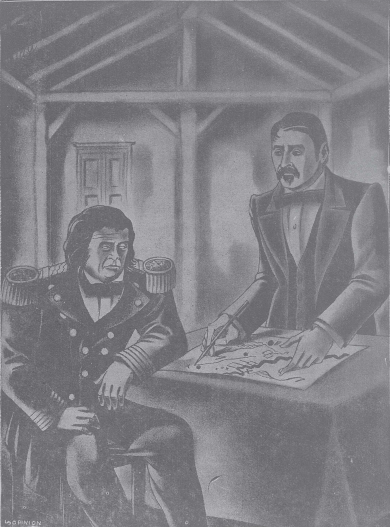
Ilustración de la conferencia celebrada entre Juan Pablo Duarte y Pedro Santana en Sabana Buey (1944). Obra de José Alloza.

El 23 de marzo, en Sabana Buey (Baní), se celebró una entrevista entre los generales Duarte y Santana. Durante dicho encuentro, el general Duarte propuso atacar por la retaguardia al general Hérard, pero Santana pospuso la idea, manifestando que consultaría con sus oficiales, quienes preferían actuar sin la presencia de Duarte.
El 1 de abril de 1844, Duarte escribió a la Junta, reclamando la inacción ante la amenaza haitiana, lo que le costó ser destituido de sus funciones tres días después, argumentando que su presencia era imprescindible en la capital. El 10 de mayo de 1844 manifestó su intención de dirigirse a la ciudad de Santiago para liderar una expedición que atravesaría Constanza y San Juan de la Maguana con el fin de atacar por la retaguardia a Hérard; sin embargo, cinco días después la Junta le solicitó permanecer en la capital.
Poco tiempo después resurgió la cuestión del protectorado. El 26 de mayo, en una sesión pública en la Plaza de Armas (actual Parque Colón), Tomás Bobadilla defendió la necesidad de establecer un protectorado francés, proyecto que ya había sido solicitado por la Junta el 8 de marzo de 1844. Dicho proyecto, apoyado también por Tomás de Portes e Infante, contemplaba la cesión perpetua de la península de Samaná a Francia, medida que fue rechazada por Manuel María Valverde y, asimismo, por los generales Duarte y Manuel José Jimenes, siendo finalmente desaprobada por la mayoría de la Junta.
El 28 de mayo, el cónsul de Francia en Santo Domingo, Eustache Juchereau de Saint-Denys, envió un nuevo escrito a la Junta en el que se esbozaban los términos del tratado de protección, en los cuales se ofrecía un préstamo de tres millones de pesos, utilizando la península de Samaná como garantía. El escrito venía acompañado de la advertencia de abandonar el país si las condiciones no se aceptaban. En esta ocasión, todos los miembros de la Junta suscribieron el acuerdo, a excepción de la voz disidente de Duarte, que se negó a firmar y, en consecuencia, renunció tanto a su cargo de vocal como al de comandante del departamento de Santo Domingo.

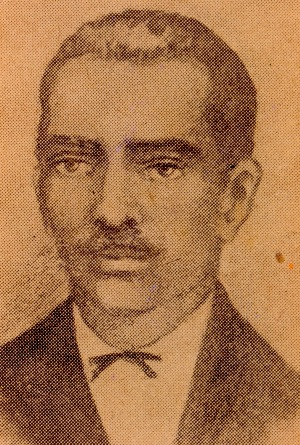
José Joaquín Puello Castro.

Paralelamente a la disputa sobre el protectorado, se gestaba una pugna por la supremacía militar y el ascenso jerárquico. Duarte, junto al coronel José Joaquín Puello Castro —comandante de la capital—, buscaban llegar a una posición militar superior, a pesar de no haber participado en las batallas de la guerra de independencia. Mientras Duarte aspiraba al puesto de comandante en jefe de las tropas dominicanas, José Joaquín Puello Castro pretendía ascender al rango de general de brigada. No obstante, tanto la opinión pública como los notables veían con recelo a ambos, quienes contaban únicamente con el respaldo de un pequeño conjunto de oficiales y de una centena de antiguos esclavos negros, en el batallón Africano en el que figuraba el capitán guineano Santiago Basora, quienes temían que su libertad se encontrara en peligro por parte de los blancos.
El 31 de mayo de 1844, 56 oficiales firmaron un documento dirigido a la Junta solicitando la promoción de generales de su grupo. Entre sus peticiones figuraba la elevación de Duarte a general de división y su nombramiento como comandante en jefe del Ejército Libertador, en reconocimiento a sus años de sacrificios. La única promoción que se aprobó fue la de José Joaquín Puello como general de brigada, decisión que desató la protesta de 300 seybanos, junto a seguidores de Santana, obligando a la Junta a posponer la solicitud duartista.
El 1 de junio de 1844, Duarte regresó a la Junta, presidida en aquel entonces por el doctor José María Caminero y Ferrer, y suscribió una nueva solicitud relativa al protectorado. En esta versión se eliminaba la cesión perpetua de Samaná, optándose por permitir una ocupación francesa provisional en la bahía de Samaná, en caso de necesidad.
Aunque el conflicto en torno al protectorado parecía haberse disipado, lo que los doctores Bobadilla y José María Caminero y Ferrer desconocían era que, en el seno del naciente Estado, se tramaba de forma secreto un golpe de Estado militar promovido por los duartistas. Estos, aprovechándose de la debilidad de la Junta y de las concesiones favorables hacia sus intereses, pretendían la exclusión de Bobadilla y de José María Caminero, a quienes tildaban de conspiradores contra la independencia por haber defendido la opción del protectorado, a pesar de que incluso Duarte había manifestado su apoyo por la medida
En la clandestinidad, la facción encabezada por Duarte y Joaquín Puello urdió una conspiración destinada a derrocar a la Junta de Caminero, contando con el respaldo de entre 150 y 200 oficiales del batallón Africano, que se habían sumado a la causa, convencidos de que su libertad pendía de un hilo ante las acusaciones de que los partidarios del protectorado pretendían vender el país a los franceses y restaurar la esclavitud. Además, el hecho de que el general de brigada Ramón Santana se encontrara en estado crítico de salud y la ausencia del buque de guerra francés Naiade creaban las condiciones favorables al golpe. Aunque en la ciudad se encontraban aproximadamente 300 seybanos, quienes, aunque mal armados, parecían suficientes para mantener el orden, Duarte y Puello decidieron en la noche del 8 de junio que era el momento oportuno para ejecutar, fijándose para el día siguiente.

## Golpe y efectos

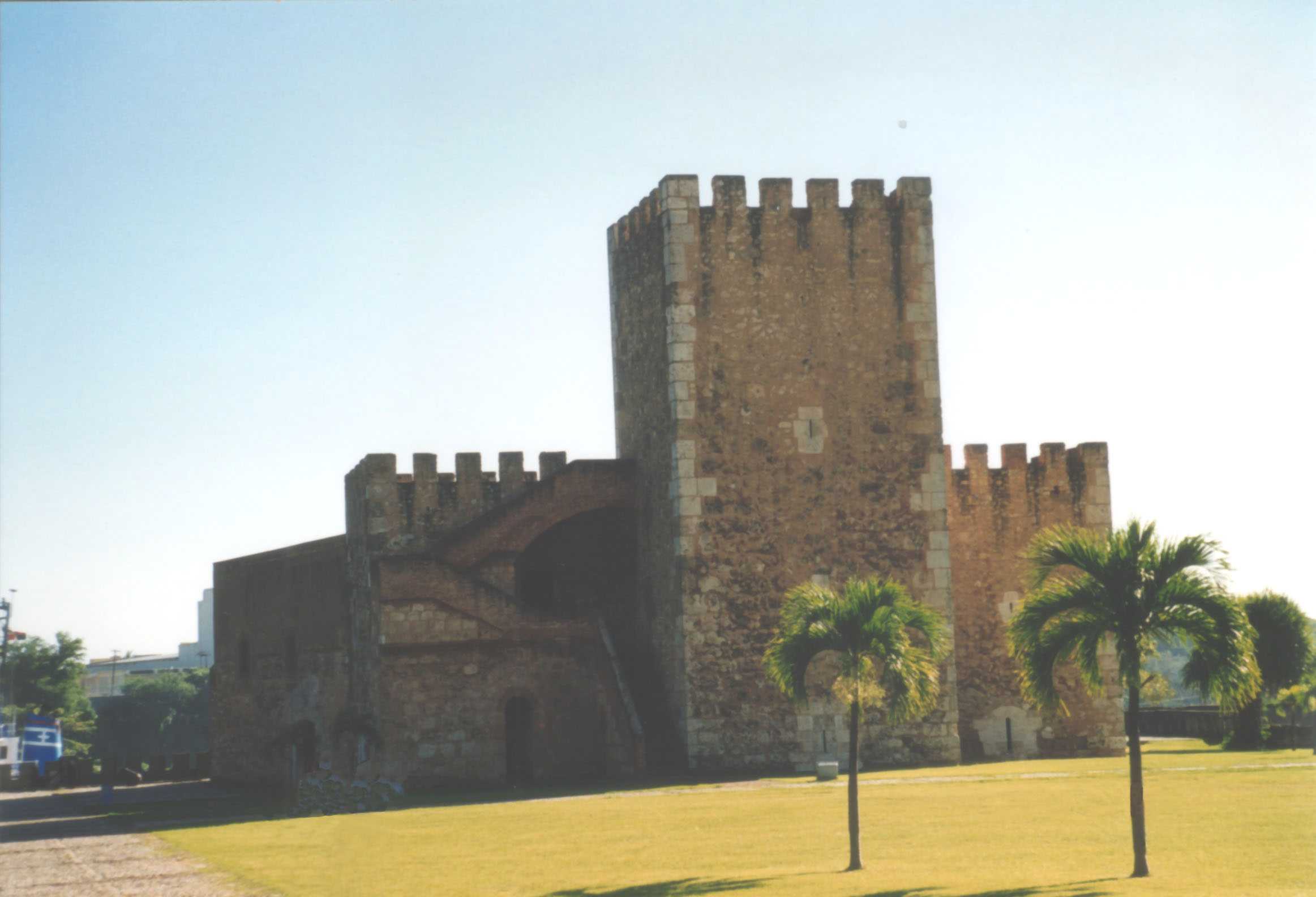
Torre del Homenaje (Santo Domingo).

El 9 de junio de 1844, en horas de la mañana, Juan Pablo Duarte se dirigió a las tropas reunidas en el arsenal de la Torre del Homenaje y a los oficiales de su Estado Mayor, pronunciando un discurso en el que proclamaba a José Joaquín Puello Castro como general de brigada. En respuesta, este último designó a Duarte como inspector general de las tropas dominicanas. Acto seguido, el general Puello tomó el control de la ciudad y se trasladó a la Junta, en medio de vítores que retumbaban con consignas tales como: «¡Abajo Bobadilla! ¡Abajo Caminero! ¡Muerte a los traidores! ¡Muerte a Delmonte, Javier Abreu, Francisco Ruiz y Báez!».

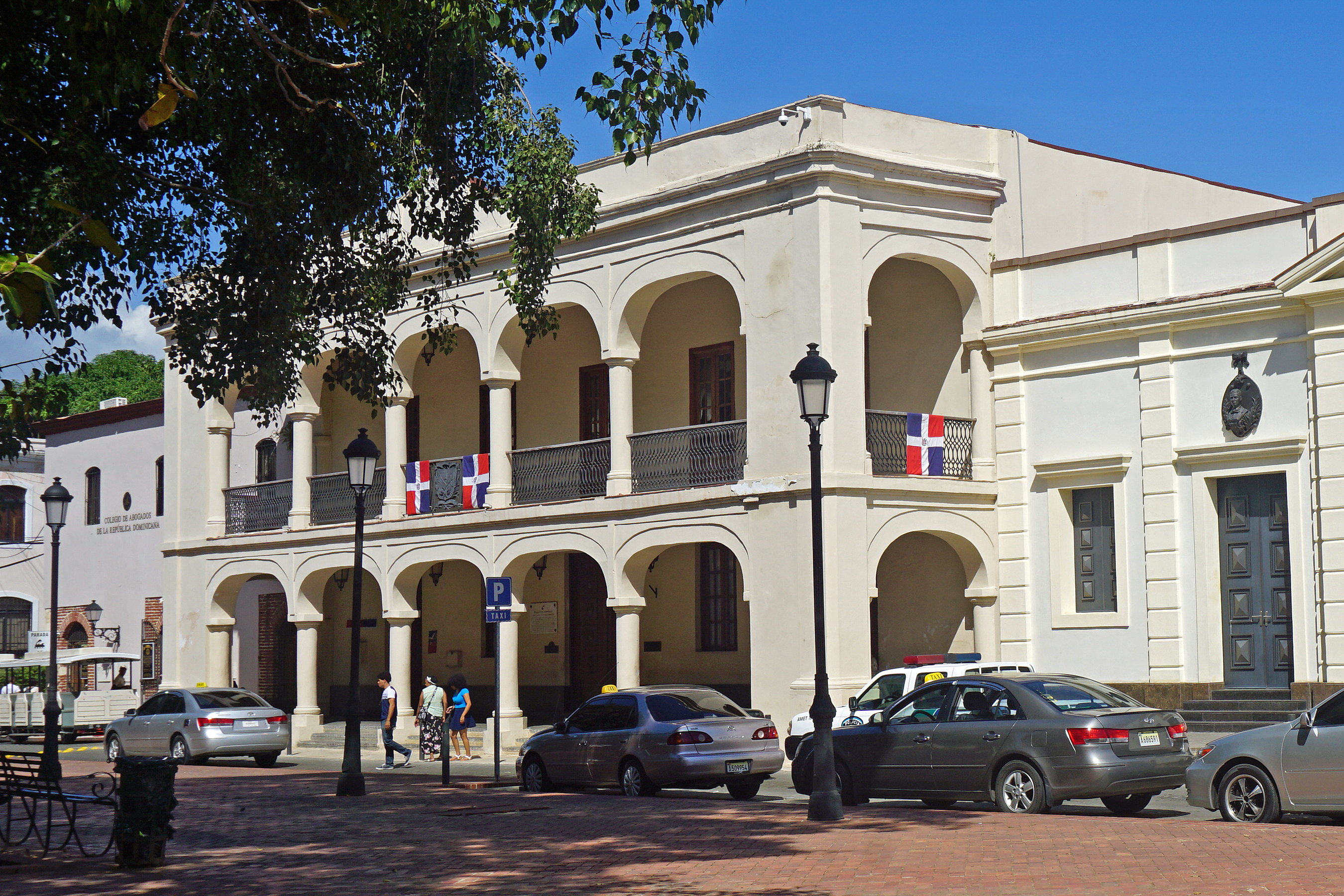
El Palacio de Borgellá (Santo Domingo).

Al poco tiempo, Manuel Jimenes —nuevo comandante del departamento de Santo Domingo—, se presentó en el Palacio de Borgellá con el objetivo de obtener que la Junta, ya sea voluntaria o por la fuerza, aprobara el golpe y expulsara a José María Caminero y Tomás Bobadilla, obligándoles a firmar una lista de proscripción. Los generales Duarte y Puello, acompañados por una veintena de oficiales, irrumpieron en la Junta y, en nombre del pueblo y de las tropas, impusieron sus designaciones, consiguiendo que se sancionaran casi sin resistencia todas las medidas adoptadas por la Junta sometida. En ese mismo acto, dos fieles partidarios de Duarte, Pedro Alejandro Pina y Juan Isidro Pérez, fueron incorporados a la Junta en lugar de los dos vocales eliminados.
Tras estos sucesos, se ordenó dirigir los cañones de la Torre, del Arsenal, de la Puerta del Conde y de las murallas hacia la ciudad. Los soldados negros, listos para actuar, aguardaban en sus puestos, preparados para sofocar cualquier conato que les hiciera sombra.
Se mandó arrestar a Bobadilla y Caminero, entre otros, pero ambos lograron escapar gracias a un aviso oportuno de Francisco del Rosario Sánchez, quien fue nombrado vicepresidente de la Junta en sustitución de Jimenes, el nuevo presidente. Mientras tanto, los enemigos del movimiento de Duarte –entre ellos Buenaventura Báez, Francisco Javier Abreu, Manuel Joaquín del Monte y Francisco Ruiz– se refugiaron en el consulado francés, convirtiéndolo en el centro de operaciones de quienes se oponían a la causa duartista. Desde ese lugar se gestaba un contramovimiento, a la espera del regreso urgente de Pedro Santana, convocado tras recibir noticias de estos graves sucesos.
Para el 19 de junio de 1844, Santo Domingo se hallaba sumida en un caos absoluto, pues nadie se disponía a obedecer a la nueva Junta recién impuesta. Además, Puello envió emisarios a las poblaciones del interior, llamando a losnegros a unirse a la resistencia contra los franceses, a quienes se acusaba de intentar tomar posesión del país para restablecer la esclavitud. Ante tales hechos, el cónsul francés Eustache de Saint-Denys se vio obligado a declarar que la convención era solo un proyecto que aún no había sido aprobado por su gobierno. La Junta impuesta, carente de legitimidad, creó un clima de desorden que desembocó, incluso, en un movimiento separatista que buscaba la independencia del Cibao.
Aunque el golpe de Estado parecía tener una orientación antifrancesa, en realidad no afectó la posición del proyecto de protectorado francés en el país ni la del cónsul Saint-Denys, según sus propias palabras. Sin embargo, la campaña propagandística impulsada por Puello contribuyó a forjar una imagen negativa de los franceses en Santiago, dañando a algunos líderes militares de origen francés, como el general José María Imbert, jefe en la batalla del 30 de marzo. El 13 de junio de 1844, los jefes oficiales del Ejército del Norte presentaron ante la Junta una exposición contra José María Imbert, a quien calificaban de «extranjero indigno de pisar nuestro territorio».
Pese a este intento por alimentar un brote de francofobia, el cónsul de Francia señaló que «la Junta me envió en diversas ocasiones al General Sánchez, su Presidente actual, para asegurarme que este suceso, dirigido por las circunstancias imperiosas del momento, no cambiaba en nada las buenas disposiciones hacia nosotros, que todas las propuestas hechas se mantenían, y que todas sus promesas serian fielmente cumplidas».
El 3 de julio de 1844, tras ser enviado como delegado del Gobierno al Cibao, Juan Pablo Duarte fue aclamado como presidente de la República por Ramón Matías Mella y el Ejército del Norte, en señal de rechazo a la autoridad de la Junta de Sánchez. Poco después, tras un fallido intento de relevar a Santana como jefe del Ejército del Sur, este se trasladó a la capital. Allí se consumó un nuevo golpe de Estado en el que el Ejército del Sur y los capitaleños de la capital proclamaron a Santana como Jefe Supremo. Esta decisión fue aceptada y ratificada por los miembros de la Junta, entre ellos el propio Sánchez, excepto en el caso de Pina y Pérez.

## Interpretación del golpe
La historiografía dominicana clásica, de tendencia liberal y surgida a finales del siglo xix, ha interpretado el golpe de Estado militar del 9 de junio de 1844 como una asonada patriótica. Este hecho se consideró una reacción contra los elementos antinacionales, denominados «afrancesados», evocando a los españoles partidarios de Napoleón Bonaparte y su hermano, José Bonaparte—monarca usurpador en España—, quienes fueron enemigos de los realistas durante la guerra peninsular.
Historiadores tradicionales, como José Gabriel García, presentaron el golpe como un motín patriótico. Según esta interpretación, el alzamiento fue una respuesta contra aquellos que amenazaban la independencia nacional, y figuras como Tomás Bobadilla y José María Caminero fueron señaladas como personajes con intereses sombríos.
Uno de los documentos más citados en apoyo a esta visión es el comunicado en el que la Junta Central Gubernativa, el 18 de junio de 1844, responde al agente británico Teodoro Stanley Heneken, quien había elevado una protesta en nombre del Reino Unido de Gran Bretaña e Irlanda contra una eventual ocupación extranjera de la península y la bahía de Samaná. El documento de la Junta, el cual se le atribuye su redacción a Juan Pablo Duarte, reafirmaba la soberanía dominicana sobre el territorio y buscaba disuadir cualquier intento de ocupación foránea. Por ello, el escrito ha sido invocado como prueba de la vocación nacionalista del gobierno establecido tras el 9 de junio.
No obstante, investigaciones recientes han cuestionado esta narrativa. El historiador Manuel Otilio Pérez Pérez, a partir de la correspondencia diplomática del cónsul francés Eustache Juchereau de Saint-Denys, ha señalado que la supuesta orientación antiextranjera del golpe de Estado queda en entredicho por la solicitud formal de protectorado dirigida a Francia el 12 de julio de 1844. En este documento, suscrito por la Junta presidida por Francisco del Rosario Sánchez y refrendado por Pedro Santana y su Estado Mayor, se ratificaba el interés en la protección francesa sin la intervención de Bobadilla o Caminero, quienes habían sido expulsados tras el golpe.
Aún más revelador es el hecho de que el protectorado había sido solicitado con antelación, el 1 de junio de 1844, en un documento firmado sin reservas por los generales Sánchez, Duarte y Manuel Jimenes. Este hecho contradice la idea de que el golpe representara un rechazo a la injerencia extranjera. La correspondencia de Saint-Denys, fechada el 1 de julio de 1844 y dirigida al ministro de Asuntos Exteriores de Francia, François Guizot, refuerza esta perspectiva al afirmar que «Aunque en apariencia dirigido contra la Francia, el golpe de Estado del 9 en nada ha cambiado mi posición aquí».
Según este testimonio, la Junta, lejos de modificar su orientación diplomática tras el levantamiento militar, continuó enviando emisarios para reafirmar su interés en el protectorado francés. El propio cónsul francés consignó que «Todos aquí como en el norte, desean el protectorado y la intervención de Francia», sugiriendo que la cuestión era más una lucha de poder que un verdadero rechazo a la tutela extranjera.